# Francisco Rodríguez Adrados
Francisco Rodríguez Adrados (Salamanca, 29 marzo 1922 – Madrid, 21 luglio 2020) è stato un linguista, filologo e grecista spagnolo.
Caposcuola della filologia classica spagnola contemporanea e degli studi sulla Spagna preromana, aveva dato anche importanti contributi all'indoeuropeistica.

## Biografia
Nato a Salamanca, studiò filologia classica all'università della sua città natale, dove si laureò nel 1944. Conseguì il dottorato nel 1946 presso l'Università Complutense di Madrid; insegnò quindi lingua greca all'istituto Cardenal Cisneros di Madrid dal 1949. Nel 1951 ottenne una cattedra all'Università di Barcellona; dal 1952 al 1988 insegnò alla Complutense e, dal 1972 al 1976, diresse il dipartimento di Greco dell'Universidad Nacional de Educación a Distancia. In seguito fu docente emerito e presidente onorario della Sociedad Española de Estudios Clásicos ("Società spagnola di Studi classici") e della Sociedad Española de Lingüística ("Società spagnola di Linguistica").
Diresse le riviste Emerita e Revista Española de Lingüística, la collezione di classici greci e latini "Alma Máter", edita dal Consejo Superior de Investigaciones Científicas, e il Diccionario griego-espanol: collaborò frequentemente con quotidiani nazionali come ABC o El Mundo. Il 21 giugno 1990 fece ingresso nella Real Academia Española, prendendo possesso del seggio "d" il 28 aprile 1991; dal 2003 fece parte della Real Academia de la Historia. Fu anche membro dell'Accademia Argentina di Lettere (1995) e dell'Accademia di Atene (2002).

## Gli studi
Fondatore di una vasta scuola e grande studioso delle scienze umanistiche, approfondì in particolare gli studi sulla Grecia antica e sulla storia della Spagna. Studioso e traduttore della letteratura greca, latina e indiana - oltre che della spagnola - si dedicò anche alla linguistica indoeuropea.
Nella ricostruzione della fonologia dell'indoeuropeo, Adrados propose una formulazione della teoria delle laringali a sei membri, derivati dallo sdoppiamento in due varietà (una labializzata e una palatalizzata) delle tre suggerite da De Saussure. Nell'ambito del vocalismo, Adrados fu, con Jerzy Kuryłowicz, tra i principali sostenitori del riduzionismo del sistema vocalico indoeuropeo a soli due membri, /e/ e /o/.
Quale filologo sostenne l'origine aquitana dei Baschi e della loro lingua.

## Opere

### Saggi
- (ES)  El sistema gentilicio decimal de los indoeuropeos occidentales y los origenes de Roma, Madrid, 1948
- (ES)  Estudios sobre el lexico de las fabulas esopicas. En torno a los problemas de la Koine literaria , Salamanca, Colegio Trilingue de la Universidad-Consejo Superior de Investigaciones Cientificas, 1948
- (ES)  La dialectologia griega como fuente para el estudio de las migraciones indoeuropeas en Grecia, Salamanca, Universidad de Salamanca, 1952. Ora in: La dialectologia griega como fuente para el estudio de las migraciones indoeuropeas en Grecia. Con un nuevo prologo, Madrid, Ediciones Clásicas, 1997 ISBN 8478821082
- (ES)  Diez inscripciones beocias. Introduccion gramatical y comentario del Seminario de filologia griega de la Universidad de Madrid, Madrid, 1953
- (ES)  Introduccion a Teognis, Madrid, 1957
- (ES)  El amor en Euripide, Madrid, 1959
- (ES)  El descubrimiento del amor en Grecia. Seis conferencias, Madrid, 1959
- (ES)  Hombre y mujer en la poesia y la vida griegas, Madrid, 1959
- (ES)  Estudios sobre las sonantes y laringales indoeuropeas, Madrid, Instituto Antonio de Nebrija, 1961
- (ES)  El heroe tragico y el heroe platonico, Madrid, Taurus, 1962
- (ES)  Ilustracion y politica en la Grecia clásica, Madrid, Revista de Occidente, 1966
- (ES)  Linguistica estructural, 2 voll., Madrid, Gredos, 1969
- (ES)  Estudios de linguistica general, Barcellona, Planeta, 1969
- (ES)  Fiesta, comedia y tragedia. Sobre los origenes griegos del teatro, Barcellona, Planeta, 1972. Ora in: Fiesta, comedia y tragedia, Madrid, Alianza Editorial, 1983 ISBN 8420680710
- (ES)  Evolucion y estructura del verbo indoeuropeo, 2 voll., Madrid, Instituto "Antonio de Nebrija", 1974
- (ES)  La Democracia ateniense, Madrid, Alianza Editorial, 1975 ISBN 8420621072
- (ES)  Linguistica indoeuropea, 2 voll., Madrid, Gredos, 1975 ISBN 8424900499
- (ES)  Estudios de semantica y sintaxis, Barcellona, Editorial Planeta, 1975
- (ES)  Semiologia del teatro, Barcellona, Editorial Planeta, 1975 ISBN 8432076392
- (ES)  Utilizacion de ordenadores en problema de linguistica, Madrid, Universidad Complutense, 1976
- (ES)  Origenes de la lirica griega, Madrid, Biblioteca de la Rivista de Occidente, 1976 ISBN 8429287175. Trad. it.: Origini della lirica greca, Roma, L'Erma di Bretschneider, 2007 ISBN 88-8265-435-4
- (ES)  Introduccion a la lexicografia griega, Madrid, Instituto Antonio Nebrija, 1977
- (ES)  Historia de la fabula greco-latina, 3 voll., Madrid, Editorial de la Universidad Complutense, 1979-1987 ISBN 8474910048
- (ES)  El mundo de la lirica griega antigua, Madrid, Alianza Editorial, 1981 ISBN 8420622885
- (DE)  Die raumliche und zeitliche Differenzierung des Indoeuropaischen im Lichte der Vor- und Fruhgeschichte, Innsbruck, Institut fur Sprachwissenschaft der Universitat Innsbruck, 1982 ISBN 385124561X
- (ES)  Origenes de la lirica griega, Madrid, Editorial Coloquio, 1986 ISBN 8486093457
- (ES)  Nuevos estudios de linguistica general y de teoria literaria, Barcelona, Ariel, 1988 ISBN 8434482061
- (ES)  Nuevos estudios de linguistica indoeuropea, Madrid, Consejo superior de investigaciones cientificas, 1988 ISBN 8400066529
- (ES)  Nueva sintaxis del griego antiguo, Madrid, Gredos, 1992 ISBN 8424914805
- (DE)  Laryngale mit Appendix?, Innsbruck, Institut fur Sprachwissenschaft der Universitat Innsbruck, 1994 ISBN 3851246470
- (ES)  Sociedad, amor y poesia en la Grecia antigua, Madrid, Alianza Editorial, 1995 ISBN 8420628263. Trad. it.: Societa, amore e poesia nella Grecia antica, Roma, L'Erma di Bretschneider, 2009 ISBN 9788882655402
- (ES)  Manual de lingüística indoeuropea (con Alberto Bernabé e Julia Mendoza), 3 voll., Madrid, Ediciones Clásicas, 1995-1998 voll. ISBN 8478821937
- (ES)  Democracia y literatura en la Atenas clásica, Madrid, Alianza Editorial, 1997 ISBN 8420628735
- (ES)  La dialectologia griega, hoy. 1952-1995, Madrid, Ediciones Clásicas, 1998 ISBN 8478823328
- (ES)  Historia de la lengua griega. De los origenes a nuestros dias, Madrid, Gredos, 1999 ISBN 8424919718
- (ES)  De nuestras lenguas y nuestras letras, Madrid, Visor libros, 2003 ISBN 847522864X
- (ES)  Defendiendo la ensenanza de los clasicos griegos y latinos. Casi unas memorias (1994-2002), Madrid, Ediciones Clásicas, 2003 ISBN 8478825266
- (ES)  De Esopo al Lazarillo, Huelva, Universidad de Huelva, 2005 ISBN 8496373401
- (ES)  El reloj de la historia. Homo sapiens, Grecia antigua y mundo moderno, Barcelona, Ariel, 2006 ISBN 9788434452121
- (ES)  Historia de las lenguas de Europa, Madrid, Editorial Gredos, 2008 ISBN 9788424928711
- (ES)  Hombre, politica y sociedad en nuestro mundo, Madrid, Espasa Calpe, 2008 ISBN 9788467028805

### Traduzioni e curatele
- (ES)  Liricos griegos elegiacos y yambografos arcaicos (siglos 7.-5. a. C.), 2 voll., Barcelona, Alma Mater, 1956-1959. Ora in: Liricos griegos elegiacos y yambografos arcaicos (siglos 7.-5. a. C.), 2 voll., Madrid, Consejo superior de investigaciones cientificas, 1990, ISBN 8400070380
- (ES)  Francisco Aura Jorro, Diccionario micenico, 2 voll., Madrid, Instituto de Filologia, 1995-1993 ISBN 8400061292
- (ES)  Diccionario griego-espanol, Madrid, Consejo Superior de investigaciones cientificas, 1989-1997 ISBN 840006318X
  - (ES)  La lexicografia griega y el diccionario griego-espanol (supplemento, con Juan Rodriguez Somolinos), Madrid, Consejo superior de investigaciones cientificas, 2005 ISBN 8400083105
- (ES)  Tucidide, Historia de la guerra del Peloponeso, Madrid, Centro de estudios politicos y constitucionales, 2002 ISBN 8425912296

### Miscellanee
- (ES)  El concepto del hombre en la antigua Grecia. Tres conferencias (con Manuel Fernandez Galiano e José Lasso De La Vega), Madrid, 1955
- (ES)  Te-re-ta wa-na-ka-te-ro y los anaktotelestai, in "Minos" 10/1969, Salamanca, Universidad de Salamanca
- (ES)  Tres temas de cultura clásica. Conferencias pronunciadas en la Fundacion Universitaria Espanola los dias 25, 27 y 29 marzo de 1974 (con Miguel Dolc e Julio Calonge), Madrid, Fundacion universitaria espanola, 1975
- (ES)  La literatura griega en sus textos (con E.R. Monescillo e M.E. Mz.-Fresneda), Madrid, Gredos, 1978 ISBN 8424935144
- (ES)  Introduccion a Homero (con Manuel Fernandez Galiano, Luis Gil e José Lasso De La Vega), Barcelona, Editorial Labor, 1984 ISBN 843350200X
- (FR)  Democratie athenienne et culture. Colloque international organise par l'Academie d'Athenes en cooperation avec l'UNESCO (23, 24 et 25 novembre 1992). Textes presentes par F. R. Adrados, Atene, Akademia Athenon, 1996 ISBN 9607099419

## Premi
- Premio Menéndez Pidal de Investigación en Humanidades (1988)
- Premio Aristóteles della fondazione Onassis (1989)
- Taxiarchis dell'Ordine d'onore greco (1997)
- Premio de Castilla y León de Humanidades (1997)
- Dottore honoris causa dell'Università di Salamanca (1999)
- Premio González Ruano de Periodismo (2004)
- Premio Nacional de Traducción (2005)[1]